# Ash Like Snow
Ash Like Snow (Cinzas Semelhante a Neve) é a 17ª single da banda de Rock japonês, The Brilliant Green.
Esta canção serve como o segundo tema de abertura do anime japonês, Mobile Suit Gundam 00. O single possui uma versão normal e uma versão limitada que apresenta uma capa diferente com temática Gundam 00, juntamente com um cartão de identificação de Allelujah Haptism, personagem do anime. A canção do vídeo musical também fez algumas referências à Gundam 00, como o aparecimento de Haro e Tomoko vestida como Wang Liu Mei. 

## Listagem do Track
1. "Ash Like Snow"
2. "Goodbye and Good Luck Piano Arrange Version"
3. "Ash Like Snow (Instrumento Original).